# 坂元貞一郎
坂元 貞一郎（さかもと ていいちろう、1920年10月15日 - 1984年5月18日）は、日本の官僚、厚生事務次官。厚生省年金課長時代に国民年金制度を作り、児童家庭局長時代には1971年の予算編成で児童手当制度創設に尽力。正四位勲二等旭日重光章。

## 経歴
鹿児島県阿久根村生まれで、阿久根小学校卒業後に鹿児島市の伯母に引き取られ、鹿児島県立第二鹿児島中学校 (旧制)を卒業し1938年4月第七高等学校造士館 (旧制)文科甲類入学、1941年3月に同校を卒業。1943年9月に東京帝国大学法学部政治学科卒業。卒業前の文官高等試験行政科に合格しており、9月27日に厚生省へ入省し大臣官房総務課勤務。翌年兵役に従事し、敗戦とともに復員復職。大臣官房人事課長（1962年7月）、社会保険庁医療保険部長（1964年10月）、厚生省薬務局長（1965年6月）、児童家庭局長（1969年8月）などを経て、1971年7月に厚生事務次官就任。1973年7月に退官し、同年10月から環境衛生金融公庫理事長を5年間務める。1979年、中外製薬に迎えられ代表取締役副社長。